# Perícia contábil
Perícia (do latim peritia) é o conhecimento proveniente da experiência; habilidade, talento; espécie de prova consistente no parecer técnico de pessoa habilitada a formulá-lo.
A perícia contábil constitui o conjunto de procedimentos técnicos e científicos destinado a levar à instância decisória elementos de prova necessários a subsidiar a justa solução do litígio, mediante laudo pericial contábil, e ou parecer pericial contábil, em conformidade com as normas jurídicas e profissionais, e a legislação específica no que for pertinente. (Item 2 da NBC TP 01 – Normas Brasileiras de Contabilidade).
Portanto, a perícia contábil tem sua amplitude relacionada à causa que a deu origem. Assim, uma perícia que envolva questões tributárias levará em conta não somente a contabilidade em si, como também a legislação fiscal que rege a matéria relacionada aos exames.

## Objetivos
Pode-se resumir que a perícia contábil tem dois objetivos primordiais:
1. Levantar elementos de prova.
2. Subsidiar a emissão de laudo ou parecer

## Prova pericial
Prova é o elemento material para demonstração de uma verdade. Desta forma, prova pericial corresponde a prova (seja na forma de laudo ou parecer) oriunda de uma perícia.

## Laudo pericial
Laudo é o documento, elaborado por um ou mais peritos, onde se apresentam conclusões do exame pericial. No laudo, responde-se aos quesitos (perguntas) que foram propostos pelo juiz ou pelas partes interessadas.
Laudo Pericial Contábil (LPC) é uma peça escrita, na qual o perito-contador deve visualizar, de forma abrangente, o conteúdo da perícia e particularizar os aspectos e as minudências que envolvam a demanda.
O LPC efetuado em matéria contábil somente será executado por contador habilitado e devidamente registrado em conselho regional de contabilidade.
As normas para o LPC foram determinadas pela NBC TP 01.